# 오에역 (아이치현)
오에역(일본어: 大江駅)은 일본 아이치현 나고야시 미나미구에 위치한 나고야 철도의 철도역이다. 메이테쓰 도코나메선의 소속역이며, 이 역을 기 · 종점으로 하는 메이테쓰 짓코선 등 2개의 노선이 운행 중이다. 역 번호는 TA 03이며, 단선 · 섬식의 형태를 합친 3면 5선 구조의 복합 승강장을 갖춘 지상역이다.

## 타는 곳
| 1 | ■ 도코나메선  | 하행 | 오타가와 · 도코나메 · 주부코쿠사이쿠코 · 지타한다 방면 | 본선   |
| 2 | ■ 도코나메 선 | 하행 | 오타가와 · 도코나메 · 주부코쿠사이쿠코 · 지타한다 방면 | 대피선 |
| 3 | ■ 도코나메 선 | 상행 | 진구마에 · 나고야 · 이누야마 · 기후 방면               | 본선   |
| 4 | ■ 도코나메 선 | 하행 | 진구마에 · 나고야 · 이누야마 · 기후 방면               | 대피선 |
| 5 | ■ 짓코 선     | 하행 | 히가시나고야코 방면                                    |        |

## 이용 현황
| 연도 | 1일 평균 승차 인원 |
| ---- | ------------------ |
| 1997 | 2,466              |
| 1998 | 2,329              |
| 1999 | 2,201              |
| 2000 | 2,233              |
| 2001 | 2,227              |
| 2002 | 2,197              |
| 2003 | 2,182              |
| 2004 | 2,354              |
| 2005 | 2,461              |
| 2006 | 2,593              |
| 2007 | 2,639              |
| 2008 | 2,718              |
| 2009 | 2,550              |
| 2010 | 2,510              |
| 2011 | 2,570              |
| 2012 | 2,587              |
| 2013 | 2,671              |
| 2014 | 2,634              |
| 2015 | 2,721              |

## 역 주변
- 국도 제247호선
- 나고야 시 종합 체육관

## 인접 역
| 나고야 철도 도코나메선       | 나고야 철도 도코나메선 | 나고야 철도 도코나메선                   |
| ---------------------------- | ---------------------- | ---------------------------------------- |
| TA 01 진구마에 진구마에 방면 | □ 쾌속급행             | 오타가와 TA 09 도코나메 방면             |
| TA 01 진구마에 진구마에 방면 | ■ 급행                 | 오타가와 TA 09 도코나메 방면             |
| TA 01 진구마에 진구마에 방면 | ■ 준특급               | 다이도초 TA 04 도코나메 방면             |
| TA 02 도토쿠 진구마에 방면   | ■ 보통                 | 다이도초 TA 04 도코나메 방면             |
| 나고야 철도 짓코선           |                        |                                          |
| 시·종착역                    | ■ 짓코선               | 히가시나고야코 CH 01 히가시나고야코 방면 |